# Државни пут 227
Државни пут IIА реда 227 је регионални пут у јужној Србији. Пут повезује Лесковац, Пољаницу, Врање и Барелић са долином Пчиње. Деоница Барје—Студена, у долини реке Ветернице, није изграђена.

## Траса пута
| \| \| \| \| Везе \| \| ------------------------------------- \| ------------- \| \| ----------------------- \| \| 0 \| Лесковац \| \| Пирот, Приштина \| \| 12 \| Стројковце \| \| Вучје \| \| 28 \| Барје \| \| \| \| Деоница Барје—Студена је неизграђена. \| \| \| \| \| 41 \| Студена \| \| \| \| 49 \| Власе \| \| Градња \| \| 49 \| Власе \| \| Трстена \| \| 71 \| Врање \| \| \| \| 74 \| Врање југ \| \| Бујановац, Владичин Хан \| \| 91 \| Барелић \| \| \| \| 109 \| Доњи Стајевац \| \| Трговиште \| |               |  |                         |
| |               |  | Везе                    |
| 0 | Лесковац      |  | Пирот, Приштина         |
| 12 | Стројковце    |  | Вучје                   |
| 28 | Барје         |  |                         |
| Деоница Барје—Студена је неизграђена. |               |  |                         |
| 41 | Студена       |  |                         |
| 49 | Власе         |  | Градња                  |
| 49 | Власе         |  | Трстена                 |
| 71 | Врање         |  |                         |
| 74 | Врање југ     |  | Бујановац, Владичин Хан |
| 91 | Барелић       |  |                         |
| 109 | Доњи Стајевац |  | Трговиште               |